# Straßen und Plätze in Ludwigshafen am Rhein/P

## Paracelsusstraße
67071 Ludwigshafen-Oggersheim
Paracelsus war ein Arzt, Alchemist, Astrologe, Mystiker, Laientheologe und Philosoph.
Die Paracelsusstraße ist eine südliche Querstraße zur Mannheimer Straße, die westlich der Berufsgenossenschaftlichen Unfallklinik Ludwigshafen verläuft.

## Parkstraße
67061 Ludwigshafen-Süd
Die Parkstraße führt in einem Bogen vom nördlichen zum südlichen Ende der Parkinsel.

## Parsevalstraße
67069 Ludwigshafen-Oppau
August von Parseval war ein Konstrukteur von Luftschiffen.
Die Parsevalstraße ist eine kurze Verbindungsstraße zwischen Kirchenstraße und August-Bebel-Straße.

## Pasadenaallee
67059 Ludwigshafen-Mitte
Pasadena (Kalifornien) ist eine Partnerstadt Ludwigshafens. Sie liegt am Fuß der San Gabriel Mountains in Kalifornien.
Die Pasadenaallee zweigt südwestlich von der Heinigstraße ab und führt von Norden auf den Hauptbahnhof Ludwigshafen zu.

## Pater-Kolbe-Weg
67071 Ludwigshafen-Ruchheim
Pater Maximilian Kolbe (1941 im Stammlager des KZs Auschwitz ermordet) war ein polnischer Franziskaner-Minorit.

## Paula-Becker-Modersohn-Weg
67067 Ludwigshafen
Die Malerin Paula Modersohn-Becker war eine der bedeutendsten Vertreterinnen des frühen Expressionismus.

## Paul-Ehrlich-Straße
67063 Ludwigshafen
Paul Ehrlich war ein deutscher Chemiker und Arzt. Er gilt mit seinen Forschungen als Begründer der Chemotherapie und entwickelte als erster eine medikamentöse Behandlung gegen Syphilis. Außerdem war er beteiligt an der Entwicklung des Serums gegen Diphtherie. 1908 erhielt er zusammen mit Ilja Iljitsch Metschnikow den Nobelpreis für Physiologie oder Medizin für die Begründung der Immunologie.

## Paul-Kleefoot-Platz
67061 Ludwigshafen
Paul Kleefoot (1870–1938) war ein deutscher Politiker (SPD). Als solcher war er Stadtrat, Mitglied im Bayrischen Landtag und 2. Bürgermeister von Ludwigshafen.
Der Paul-Kleefoot-Platz ist eine Straßen- und Straßenbahnkreuzung am Übergang vom Stadtteil Süd zur Innenstadt.

## Paul-Löbe-Straße
67071 Ludwigshafen-Oggersheim
Paul Löbe war ein deutscher Politiker (SPD) und Reichstagspräsident.

## Paul-Münch-Straße
67071 Ludwigshafen-Ruchheim
Paul Münch war ein Lehrer, der als Mundartdichter in der gesamten Pfalz bekannt wurde. Er wurde am 10. Dezember 1879 im alten Pfarrhaus in der Fußgönheimer Straße 13 in Ruchheim geboren.

## Pestalozzistraße
67061 Ludwigshafen
Johann Heinrich Pestalozzi war ein Schweizer Pädagoge. Außerdem machte er sich als Philanthrop, Schul- und Sozialreformer, Philosoph sowie Politiker einen Namen.

## Pfarrer-Krebs-Straße
67065 Ludwigshafen-Mundenheim

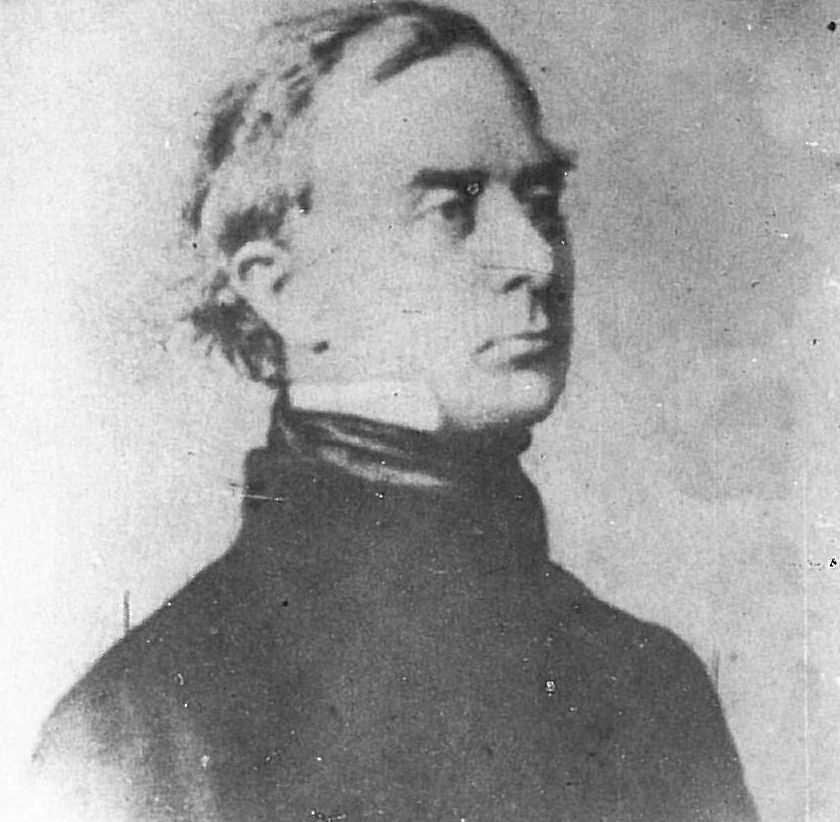
Josef Anton Krebs

Die Pfarrer-Krebs-Straße führt im Norden von Mundenheim auf der Höhe des Heinrich-Böll-Gymnasiums nach Westen von der Saarlandstraße weg und endet an der Bahnlinie. An der Straße befinden sich die Josefspflege und die katholische St. Sebastianskirche.
Benannt ist die Straße nach dem katholischen Pfarrer Josef Anton Krebs, der 42 Jahre lang Pfarrer in Mundenheim war und die alte Kirche vergrößern ließ sowie die Josefspflege, ein Altersheim, gründete.

## Philipp-Scheidemann-Straße
67071 Ludwigshafen-Oggersheim
Philipp Scheidemann war ein deutscher sozialdemokratischer Politiker und Publizist. Während der Novemberrevolution am 9. November 1918 verkündete Scheidemann von einem Fenster des Reichstagsgebäudes aus den Zusammenbruch des Deutschen Kaiserreichs und proklamierte die Deutsche Republik.
Die Philipp-Scheidemann-Straße ist eine Straße im Westen des Stadtteils Oggersheim, die nach Osten von der Walter-Rathenau-Straße fortgesetzt wird.

## Prälat-Husse-Platz
67061 Ludwigshafen
Ludwig Husse (1890–1976) war katholischer Dekan und Ehrenbürger der Stadt Ludwigshafen.
Der Prälat-Husse-Platz ist eine Grünanlage im Stadtteil Süd und grenzt an die Richard-Wagner-, Rembrandt- und Schießhausstraße.

## Pranckhstraße
67061 Ludwigshafen
Benannt nach dem Bayrischen Kriegsminister Generalleutnant Siegmund von Pranckh.
Er diente im Deutsch-Französischen Krieg 1870/71.
In der Pranckstraße befindet sich eine Seniorenresidenz und die Verwaltung der Wiederaufbaugesellschaft.

## Prinzregentenstraße
67063 Ludwigshafen-Hemshof
Die Prinzregentenstraße war früher eine bevorzugte Wohnlage. Heute ist sie eine Fußgängerzone, aus der viele Alteingesessene weggezogen sind, während viele türkische Migranten zuzogen.
Das Prinzregenten-Theater ist ein privat geführtes Theater, das 1977 gegründet wurde mit dem Ziel, die Pfälzer Mundart zu erhalten.

## Prümer Straße
67071 Ludwigshafen-Ruchheim
Prüm ist eine Stadt in der Westeifel im Eifelkreis Bitburg-Prüm.